# Principio del danno

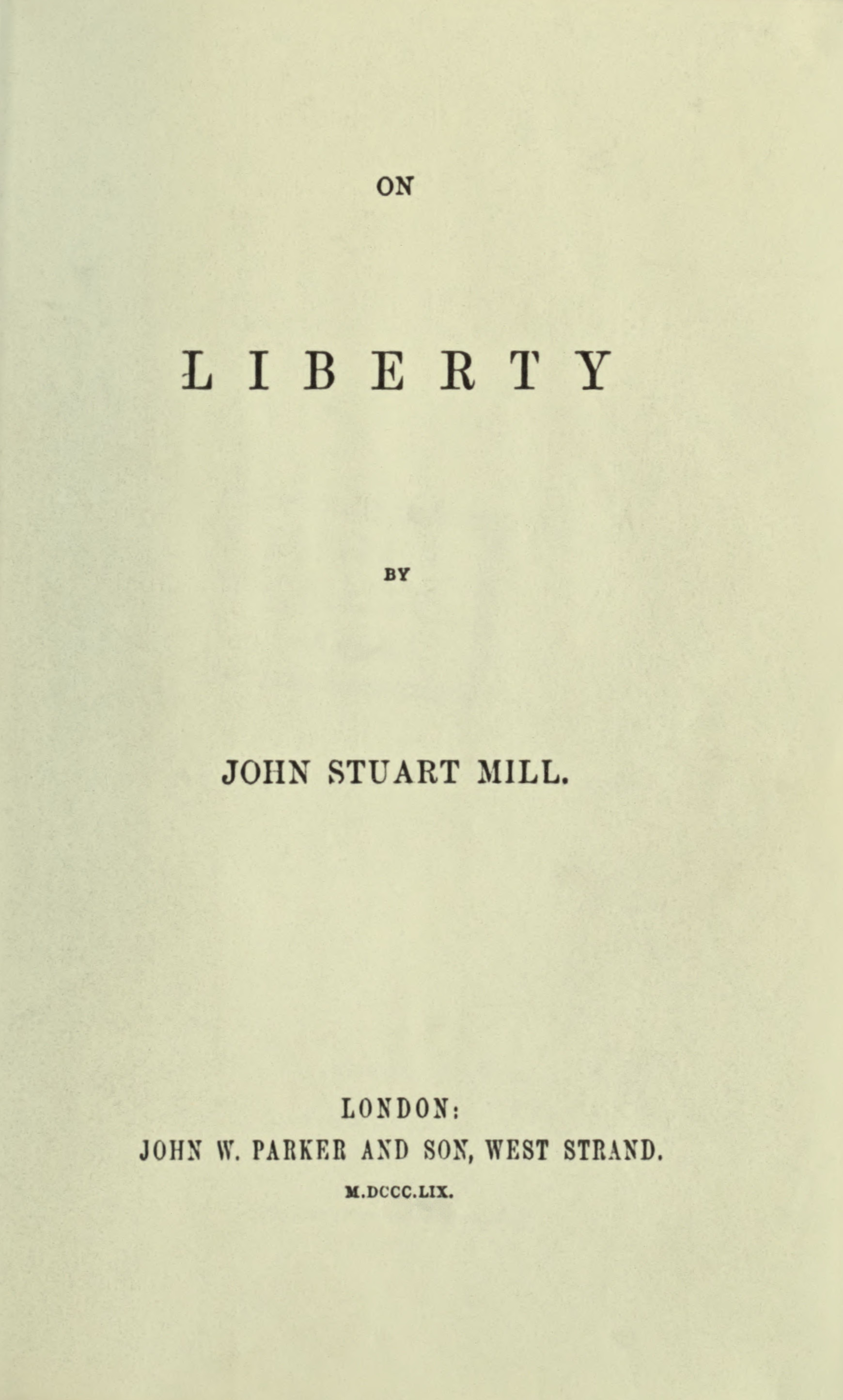

Il principio del danno (in inglese harm principle) è un principio che stabilisce la relazione tra autorità e libertà. John Stuart Mill esporrà questo principio nel Saggio sulla libertà: 
(John Stuart Mill, Saggio sulla Libertà)

## Formulazioni simili
Nella Dichiarazione dei diritti dell'uomo e del cittadino è formulato un principio simile:
naturali di ciascun uomo ha come limiti solo quelli che assicurano agli altri membri della società
il godimento di questi stessi diritti. Questi limiti possono essere determinati solo dalla Legge.»
(Dichiarazione dei diritti dell'uomo e del cittadino, Art. 4)
John Stuart Mill si ispirò al principio della «sovranità dell'individuo» di Josiah Warren, di cui scriverà:"...pur essendoci una superficiale somiglianza con alcuni dei progetti dei socialisti, [Josiah Warren] si è diametralmente opposto a loro in linea di principio, poiché non riconosce alcuna autorità nella società, sull'individuo, se non quella di imporre uguale libertà di sviluppo a tutti gli individui."